# Distretto elettorale di Grootfontein
Il distretto elettorale di Grootfontein è un distretto elettorale della Namibia situato nella Regione di Otjozondjupa con 24.878 abitanti al censimento del 2011. Il capoluogo è la città di Grootfontein.